# La Chèvre
La Chèvre é um filme francês dirigido por Francis Veber e lançado em 1981.